# Němčice (okres Strakonice)
Němčice jsou obec v okrese Strakonice v Jihočeském kraji. Leží zhruba sedm kilometrů západně od Volyně a jedenáct kilometrů jihozápadně od Strakonic. Žije zde 106 obyvatel.

## Historie
První písemná zmínka o obci pochází z roku 1227.

## Přírodní poměry
Vesnice, obklopená převážně poli a loukami, leží v Šumavském podhůří (na rozhraní okrsků Mladotická vrchovina a Volyňská vrchovina) na Němčickém potoce v povodí Volyňky; uprostřed obce se rozkládá Němčický rybník o ploše necelého hektaru.

## Obyvatelstvo
| Rok            | 1869 | 1880 | 1890 | 1900 | 1910 | 1921 | 1930 | 1950 | 1961 | 1970 | 1980 | 1991 | 2001 | 2011 | 2021 |
| -------------- | ---- | ---- | ---- | ---- | ---- | ---- | ---- | ---- | ---- | ---- | ---- | ---- | ---- | ---- | ---- |
| Počet obyvatel | 301  | 323  | 286  | 298  | 329  | 326  | 257  | 189  | 224  | 186  | 149  | 130  | 106  | 130  | 105  |
| Počet domů     | 42   | 41   | 42   | 42   | 50   | 48   | 47   | 47   | 47   | 46   | 45   | 46   | 51   | 54   | 56   |

## Obecní správa
Mezi lety 1850–1918 Němčice patřily jako osada obce k Jetišovu v okrese Strakonice. V letech 1919–1973 byly obcí. Od 1. ledna 1974 do 23. listopadu 1990 patřily jako část městyse k Česticím a od 24. listopadu 1990 jsou opět samostatnou obcí.

## Zdravotnictví
V části objektů zámku působí od roku 1991 terapeutická komunita sdružení Sananim, která se zabývá dlouhodobou léčbou a sociální rehabilitací drogově závislých.

## Pamětihodnosti
V severní části vesnice se nachází areál zámku Němčice s hospodářským dvorem a anglickým parkem. Zámek vznikl barokní přestavbou renesanční tvrze z druhé poloviny šestnáctého století. U silnice do Kraselova stojí výklenková kaple.

## Galerie

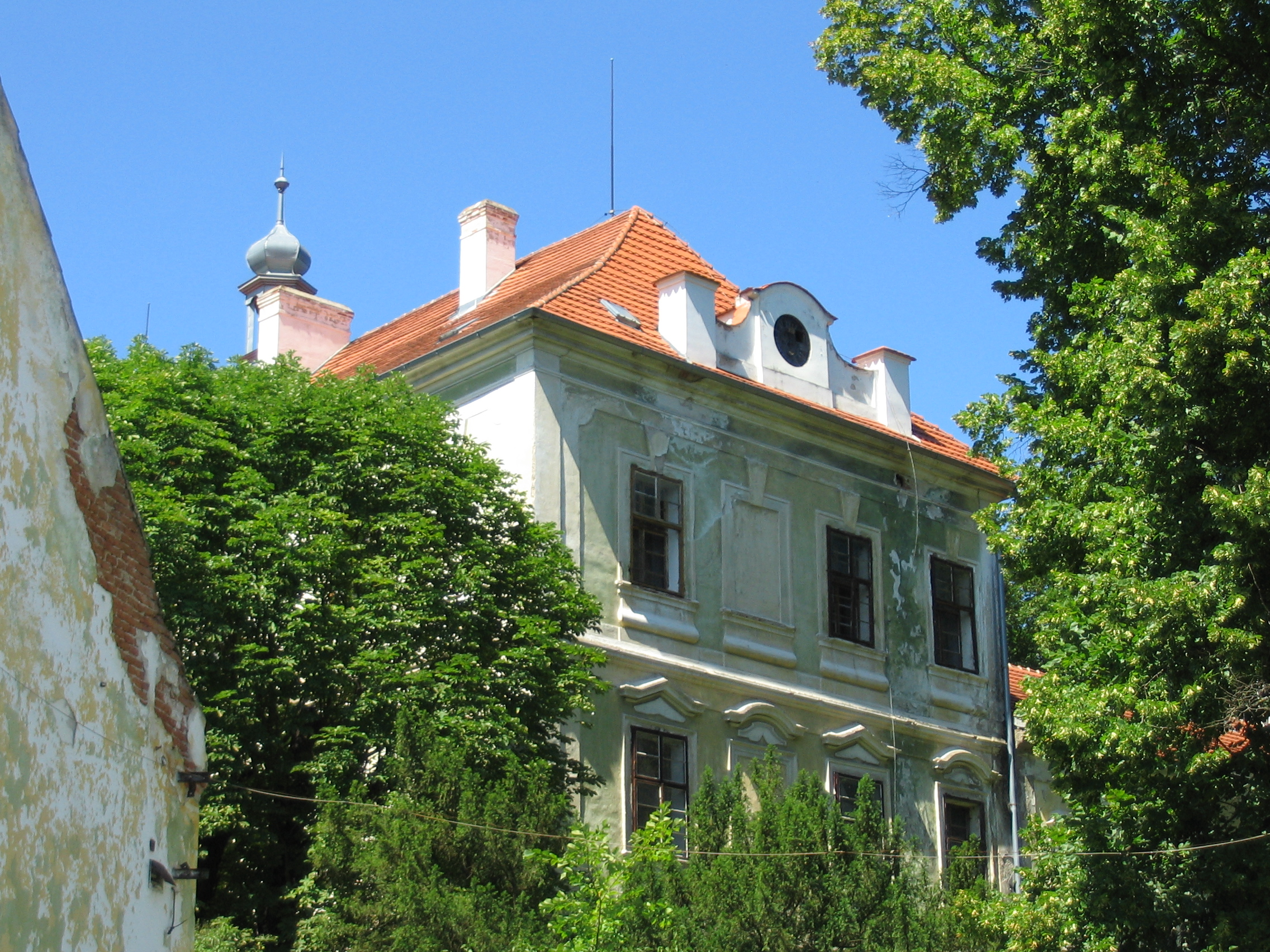
Zámek
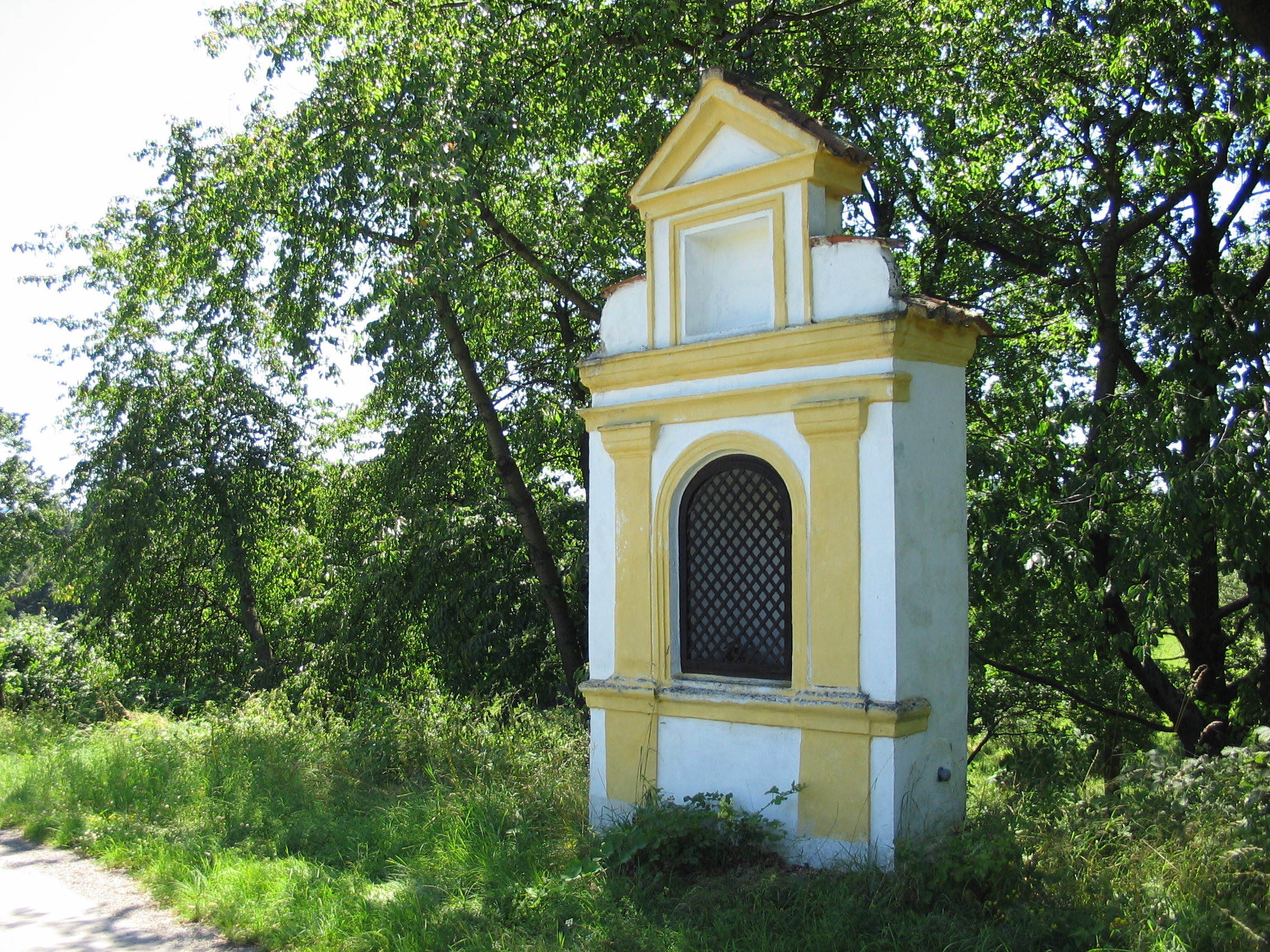
Výklenková kaple u silnice do Kraselova